# Kouamé Lokossué
Eugène Kouamé Lokossué, né le 12 décembre 1985, est un coureur cycliste de Côte d'Ivoire.

## Biographie
En 2007, Kouamé Lokossué s'illustre au niveau local en remportant le championnat de Côte d'Ivoire, le Tour de l'Est International ainsi que le Tour de l'Or Blanc. Il termine également 6e et « meilleur jeune » à la Boucle du coton organisée au Burkina Faso. Avec Bassirou Konté, Issiaka Fofana et Albert Touré Mongolon, il représente la Côte d'Ivoire aux Jeux africains organisés à Alger.

## Palmarès

### Par année
- 2005
  - 6e étape de la Boucle du coton
- 2006
  - 3e du Tour de l'Or Blanc
- 2007
  -  Champion de Côte d'Ivoire sur route
  - Tour de l'Or Blanc :
    - Classement général[1]
    - 2 étapes

  - Tour de l'Est International :
    - Classement général
    - 5e (contre-la-montre par équipes) et 9e étapes

  - 1re étape du Tour du Togo
  - Prix d'Attécoubé
  - 2e du championnat de Côte d'Ivoire du contre-la-montre
- 2008
  - Prix d'Attécoubé
  - Grand Prix Ahoua Simon
  - Tour de l'Indépendance
  - 3e du Tour de l'Or Blanc
- 2009
  - Tour de l'Est International :
    - Classement général
    - 10e étape (contre-la-montre)

  - 2e du championnat de Côte d'Ivoire sur route
  - 2e du Grand Prix Ahoua Simon
- 2010
  - 10e étape du Tour du Cameroun

### Classements mondiaux
| Année           | 2006 | 2007 | 2008 | 2009 | 2010 | 2011 | 2012 |
| --------------- | ---- | ---- | ---- | ---- | ---- | ---- | ---- |
| UCI Africa Tour | 74e  | 112e | 83e  | 82e  | 77e  |      | 170e |